# Општина Бод (Брашов)
Бод (рум. Bod) општина је у Румунији у округу Брашов.
Oпштина се налази на надморској висини од 497 m.